# Карп, Петре
Петре Карп (рум. Petre P. Carp; 29 июня 1837 — 19 июня 1919) — румынский государственный деятель.

## Биография
Принимал участие в свержении Александру Кузы; был министром иностранных дел в кабинете М. К. Епуряну, дипломатическим агентом в Вене, министром народного просвещения; позже стоял во главе преобразованной консервативной (юнимистской) партии.
В 1888 году, в переходном кабинете Т. Росетти, Карп занимал влиятельное положение и редактировал новую программу правительства (подъём крестьянского и городского сословий, децентрализация управления, несменяемость судей, улучшение положения духовенства, распространение религиозного образования). В кабинете Л. Катарджу в 1892 году Карп получил портфель министра государственного имущества.
Был убеждённым германофилом и сторонником участия Румынии в Первой мировой войне на стороне Тройственного союза. Когда Румыния вступила в войну на стороне Антанты и часть её территории была оккупирована австро-венгерскими войсками, Карп поддержал коллаборационистское «правительство» Лупу Костаки на оккупированной территории и имел репутацию его «серого кардинала».